# Vereniging van Ziekenhuis Instrumentatietechnici
De Vereniging van Ziekenhuis Instrumentatietechnici, of korter VZI, is een organisatie van ziekenhuisinstrumentatietechnici. De vereniging werd opgericht op 23 april 1971, werd op 26 mei 1978 de zelfstandige Vereniging van Ziekenhuiselektronici VZE en richtte zich in 1986 op ziekenhuisinstrumentatie VZI.
- officiële website